# Papilio andraemon
Espèce
Statut de conservation UICN

 LC  : Préoccupation mineure
Papilio andraemon ou Machaon des Bahamas est une espèce d'insectes lépidoptères (papillons) qui appartient à la famille des Papilionidae, à la sous-famille des Papilioninae et au genre Papilio. Cette espèce est présente dans les Antilles, à Cuba, aux Bahamas, dans les îles Caïman et en Floride.

## Description

### Imago
Papilio andraemon est un grand papillon à l'envergure comprise entre 96 et 102 mm. À l'avers les ailes sont noires. Les ailes antérieures portent une bande jaune pâle et une mince bande de même couleur dans la cellule de l'aile. Les ailes postérieures sont prolongées par de longues queues minces légèrement élargies à l'extrémité et portent une bande jaune pâle qui prolonge celle de l'aile antérieure, des lunules jaunes et orange submarginales, une ocelle rouge brique surmontée d'une lunule bleu irisé dans l'angle anal et des lunules bleu irisé diffuses dans la partie submarginale.
Au revers les ailes portent les mêmes motifs en plus clair, les lunules bleues submarginales sont plus nombreuses et plus marquées, les ailes postérieures portent en outre une macule rougeâtre dans la partie submarginale.

Le corps est jaune pâle et le dessus est noir.

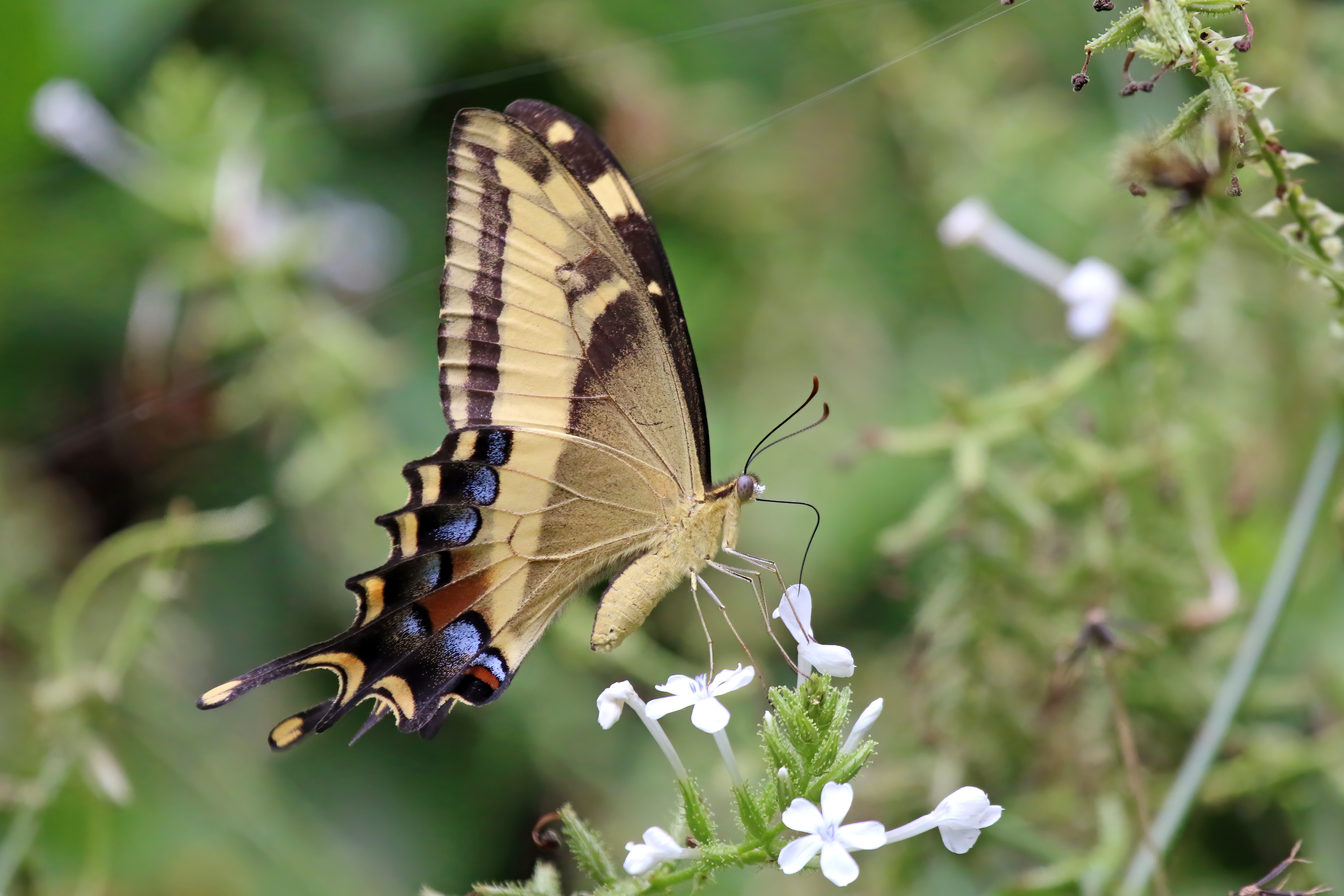
Papilio andraemon, ailes repliées
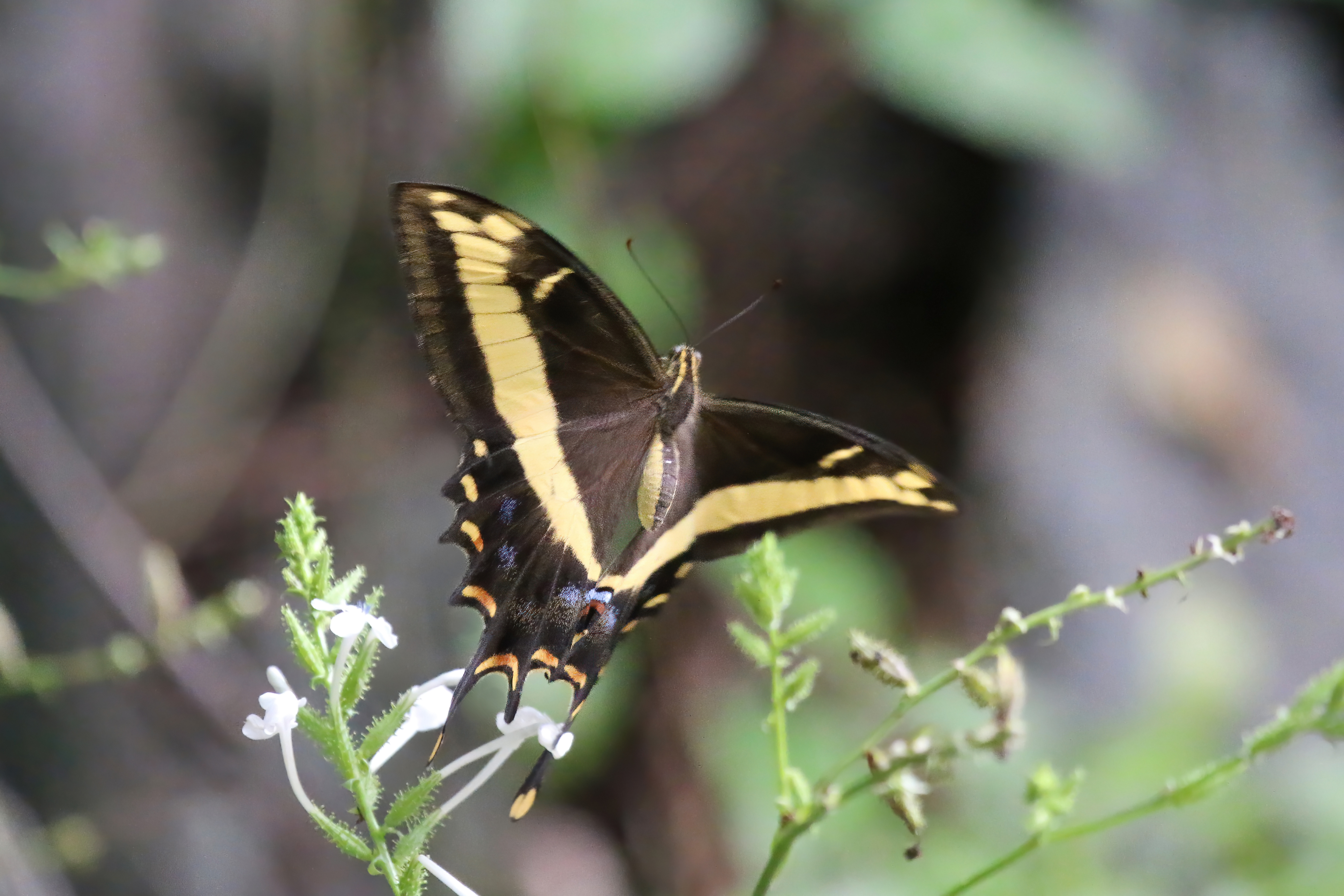
Papilio andraemon dans son milieu naturel
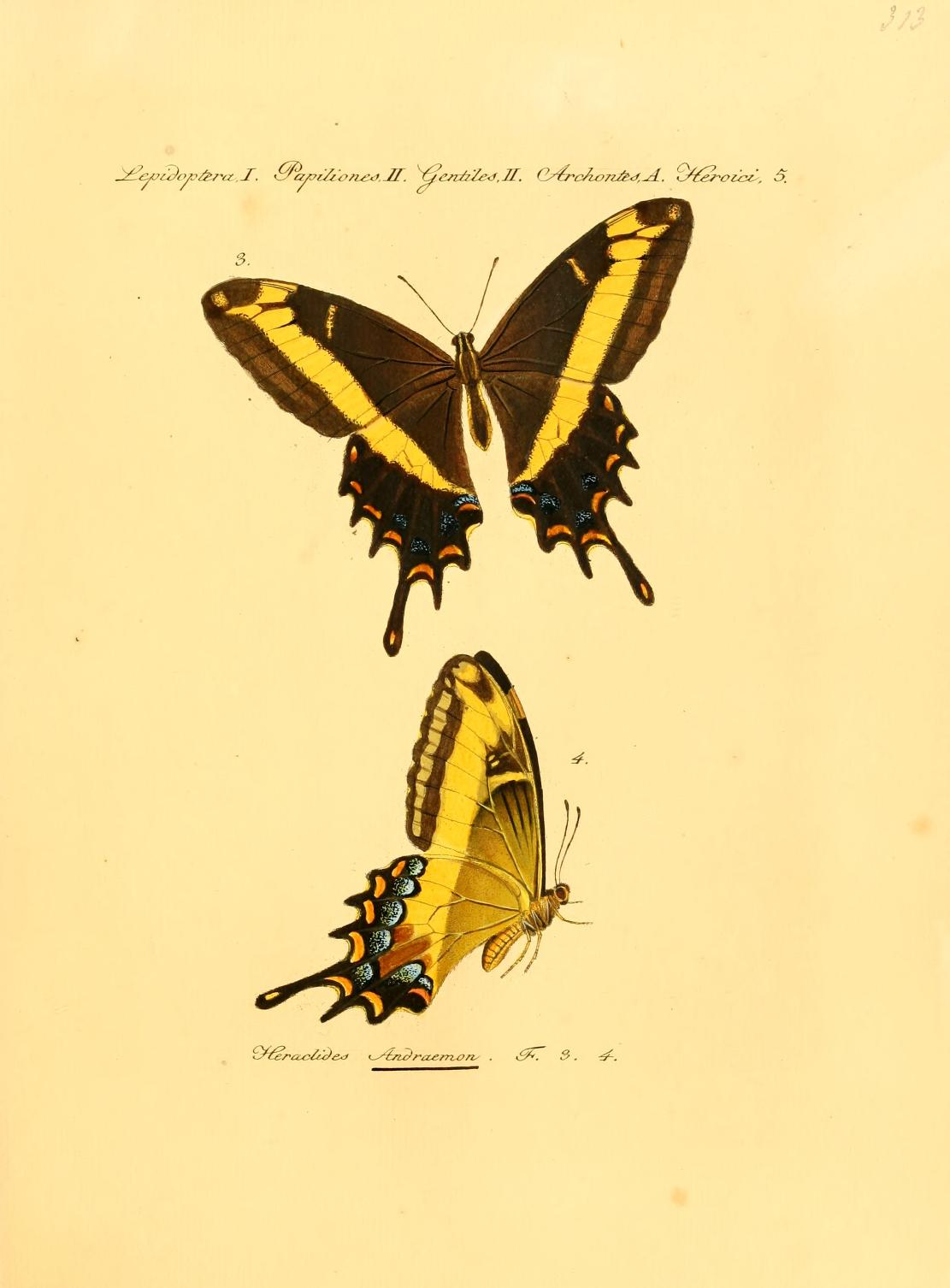
Illustration de Papilio andraemon dans Sammlung exotischer Schmetterlinge de J. Hübner.

### Juvéniles
Les chenilles sont marron foncé, l'arrière du corps et la tête sont blancs et le milieu du corps est jaunâtre. Le corps est orné de courtes épines plus ou moins marquées et le tête porte une paire de petites cornes.

## Écologie
La femelle pond ses œufs sur des plantes de la famille des Rutacés, notamment Citrus aurantifolia, Citrus aurantium, Ruta graveolens, Amyris elemifera et Zanthoxylum fagara. À Cuba l'espèce utilise comme plante-hôte Ruta graveolens et Citrus sinensis. Les chenilles se nourrissent des feuilles de la plante-hôte. Comme toutes les chenilles de Papilionides elles portent derrière la tête un osmeterium, organe fourchu qui émet une substance repoussant les prédateurs. Arrivée à maturité la chenille se change en chrysalide sur une branche. La chrysalide est maintenue à la verticale par une ceinture de soie. 
Les adultes vivent environ une semaine et maximum 3 semaines. Le cycle de vie dure entre 5 et 6 semaines. Il y a probablement 4 générations par an et l'adulte est plus commun entre octobre et mai.

## Habitat et répartition
Papilio andraemon est présent dans les Antilles, à Cuba, aux Bahamas, dans les îles Caïman et en Floride. L'espèce a en outre été introduite en Jamaïque. Papilio andraemon vit dans les forêts denses mais survit également dans les zones anthropisées. En Jamaïque l'espèce est un ravageur des cultures de Citrus.

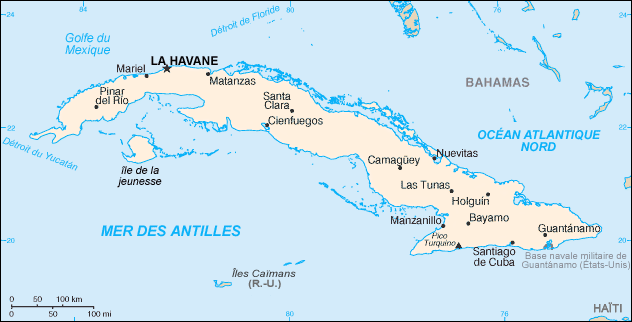
Carte de Cuba et des îles Caïman
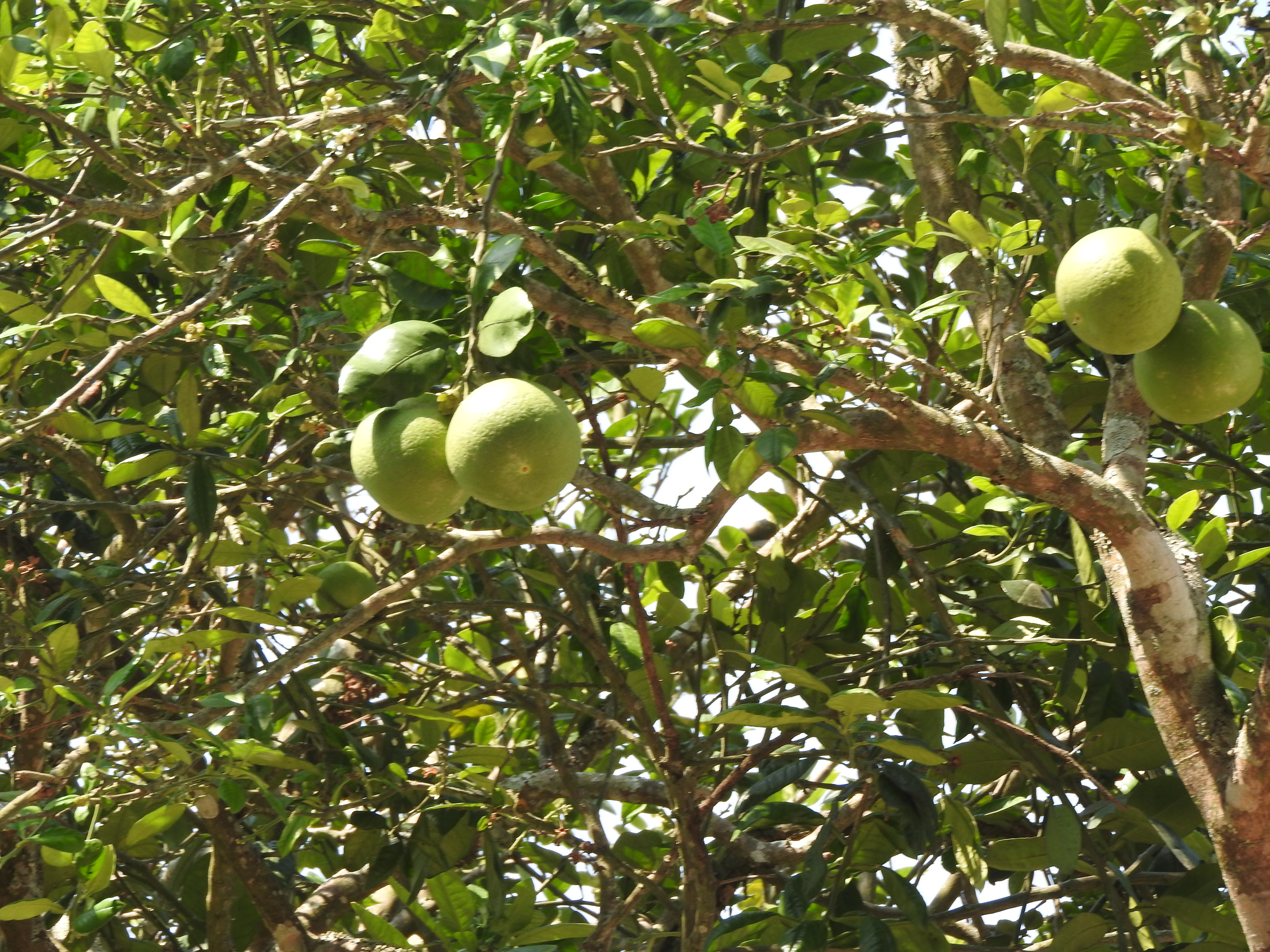
Citrus aurantifolia, plante hôte de Papilio andraemon
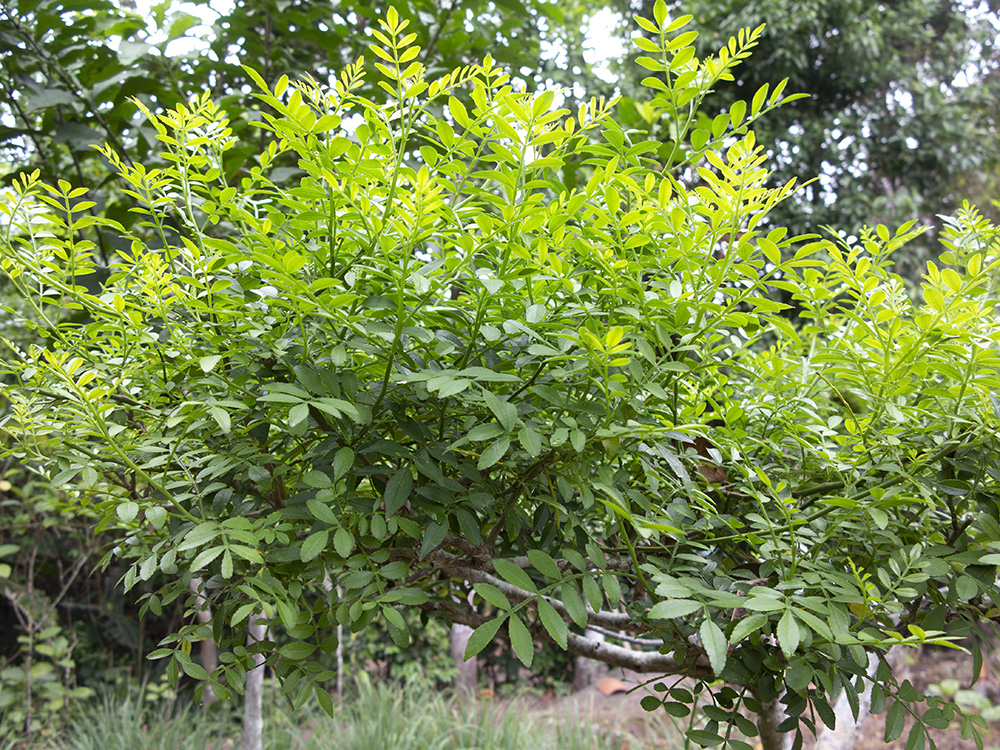
Zanthoxylum fagara, plante hôte de Papilio andraemon

## Systématique
L'espèce Papilio andraemon a été décrite en 1823 par Jakob Hübner dans Sammlung exotischer Schmetterlinge. L'espèce est placée dans le sous-genre Heraclides, qui regroupe 33 espèces de Papilio américains. Elle est parfois appelée Heraclides andraemon.

### Sous-espèces
- Papilio andraemon andraemon : Cuba
- Papilio andraemon bonhotei Sharpe, 1900 : Bahamas
- Papilio andraemon tailori Rothschild & Jordan, 1906 : îles Caïman

## Papilio Andraemonet l'Homme.

### Nom vernaculaire
L'espèce est appelée "Bahaman swallowtail" en anglais.

### Menaces et conservation
Cette espèce est considérée "préoccupation minimale" par l'UICN. 

### Philatélie
Ce papillon figure sur une émission de Cuba de 1972 (valeur faciale : 13 c.).